# Parla
Parla – miasto i gmina, położona w południowej części regionu wspólnoty autonomicznej Madryt w Hiszpanii, leży ok. 20 km od stolicy Madrytu. Wchodzi w skład strefy metropolitalnej Madrytu.

## Historia
Początki miasta sięgają epoki paleolitu, gdzie obecnie można znaleźć znaleziska archeologiczne oraz pozostałości krzemienne z tej epoki.
Około drugiego tysiąclecia p.n.e. rozpoczął się przyjazd różnych narodów z obszarów Morza Śródziemnego na Półwysep Iberyjski w regionie Madrytu. To sprawiło, że osiedlali się tu nowi osadnicy, których początkowym zajęciem było rolnictwo, tkactwo, chów zwierząt gospodarskich.
Ci pierwsi przybysze byli założycielami osady, które zostały znalezione w mieście Parla, głównie w obszarze strumienia Humanejos.
Przez wieki V i VI p.n.e. przetoczyły się przez te tereny plemiona celtyckie przybyłe tu z  Europy Środkowej.
W 711 roku rozpoczyna się okres ekspansji muzułmańskiej wzdłuż Półwyspu Iberyjskiego. W tym samym roku walczył w bitwie nad rzeką Guadalete, Don Rodrigo, którego to wojska zostały pokonane armię muzułmańsą, w tym samym czasie rozpoczął się podbój na Półwyspie Iberyjskim.  Obszar, w którym jest utworzone zostało miasto Parla za muzułmańskich rządów w ramach Emiratów Kordowy, która z kolei została uwzględniona przez Umajjadzi ze stolicą w Damaszku.
Obecny obszar gminy, w średniowieczu był podzielony na dwa odrębne obszary: pierwszy z nich został w północnej części terytorium, na którym znajdowała się Parla a drugi na południu wzdłuż kanału Humanejos. Nadanie praw miejskich miało miejsce około 1255 r.

## Festiwale i tradycje
W mieście odbywają się następujące święta i tradycje:
- Święto Matki Boskiej z Solitude (Fiesta de la Virgen de la Soledad) – organizowane w drugą niedzielę września, to najważniejsze święto w mieście
- Święto św Antoniego (Fiesta de San Antón) – starożytny festiwal który był obchodzony w dniu 17 stycznia
- Święto Quintos (Fiesta de los Quintos) –  święto, które trwało aż do 1983 r., gdzie młodzież świętowała w listopadzie i w marcu w czasie służby wojskowej
- Karnawał (Los Carnavales) – odbywa się w lutym każdego roku
- Obchody wody (Fiestas del Agua) – święto począwszy od 1982 roku, odbywa się w czerwcu

## Administracja
Obecnie burmistrzem gminy jest Tomás Gomez Franco z Hiszpańskiej Socjalistycznej Partii Robotniczej, który pełni tę funkcję od 1999 roku. Pozostałymi partiami politycznymi na poziomie lokalnym są: PSOE, PP i Zjednoczona Lewica.

## Demografia
Na początku XX wieku, miasto liczyło 1237 mieszkańców. Ludność populacji w przeciągu całego wieku aż do ok. 110 000 obecnie.
Demograficzna ekspansja nastąpiła pod koniec lat sześćdziesiątych przez ruchy migracyjnych, które miały miejsce w Hiszpanii. W latach 1960 – 1970, ludności wzrosła o 470% od 1.809 do 10317 mieszkańców.
Parla ma obecnie duży przyrost liczby ludności w ciągu dekady z 70-demograficznej ekspansji w kraju, gdzie ludzie z obszarów wiejskich migrowali do dużych miast w poszukiwaniu pracy i dobrobytu.
Od początku lat 80. było w sumie 50 tysiące mieszkańców, 26 razy więcej niż na początku 60.
Od roku 1996 tendencja ta się nie zmienia i nadal mamy dodatni przyrost naturalny związany z napływem ludności wiejskiej i imigrantów z zagranicy głównie z Maroka, Algierii, Rumunii, Polski,  Afryki sub-saharyjskiej, itp...
Zmiany liczy ludności w przeciągu XX wieku:
| Rok                | 1900  | 1970   | 1975   | 1981   | 1986   | 1991   | 1996   | 2001   | 2004   | 2006   | 2008    |
| Liczba mieszkańców | 1 237 | 10 317 | 30 723 | 56 318 | 63 963 | 69 907 | 69 163 | 79 213 | 92 175 | 95 087 | 108 768 |
| ------------------ | ----- | ------ | ------ | ------ | ------ | ------ | ------ | ------ | ------ | ------ | ------- |

## Podział administracyjny

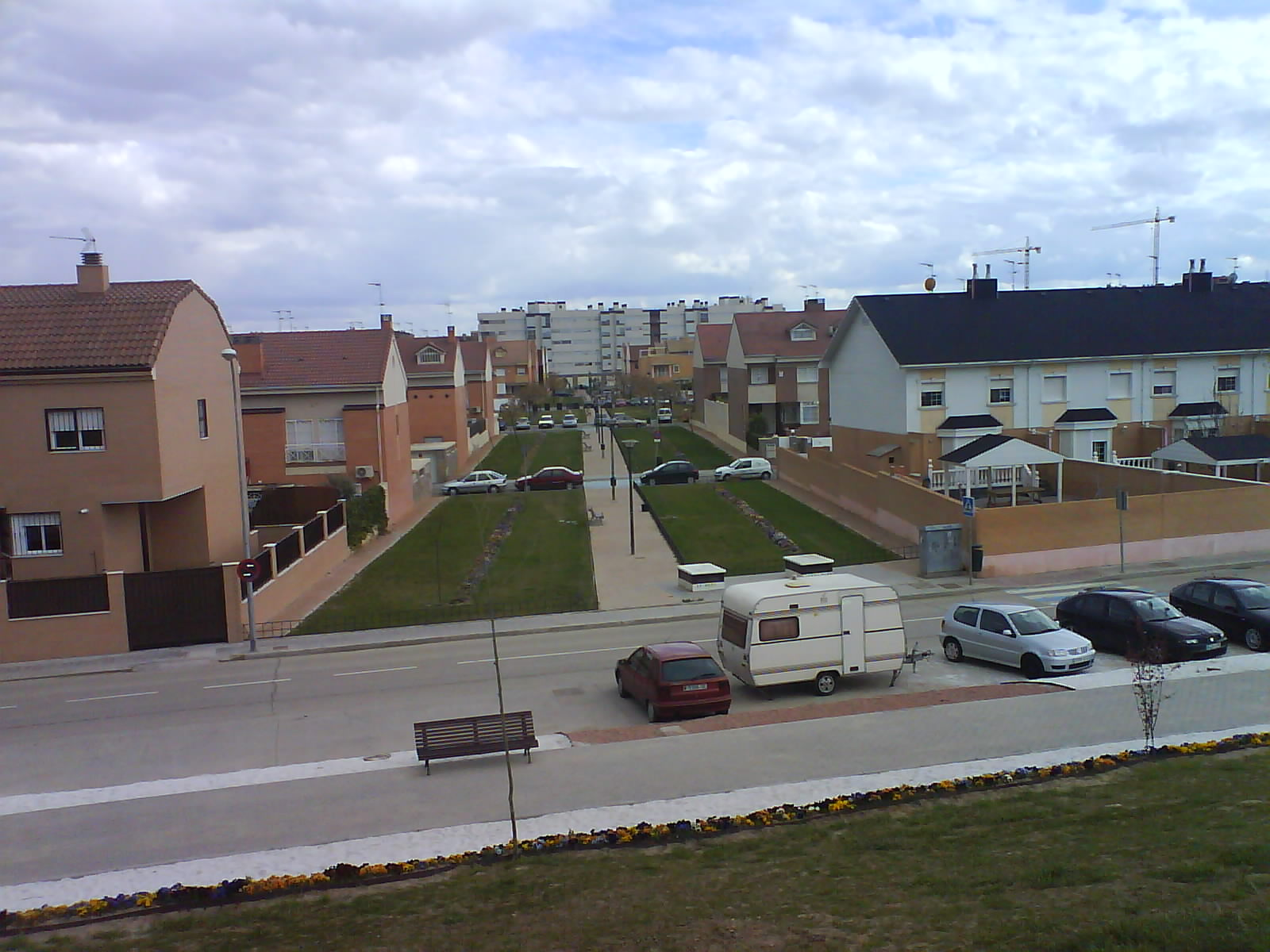
Park pomiędzy zabudowaniami miejskimi na osiedlu La Laguna

### Okręgi
Okręgi są organami administracyjnymi decentralizacji, która promuje uczestnictwo obywateli w sprawach codziennych a także w aktywnym życiu miasta.
Parla jest podzielona na cztery okręgi, które skupiają się na funkcjonowaniu administracji poszczególnych części miasta oraz sprawami lokalnymi, organizują spotkania z obywatelami, prowadzą konsultacje społeczne dotyczące spraw danych dzielnic w mieście.

### Dystrykty i dzielnice
Dzisiejsza Parla jest podzielona na 5 dystryktów i 16 osiedli:
- Dystrykt północny wraz z osiedlami: Casco Viejo, La Fuente, La Granja, La Laguna (Laguna Park), El Nido, Villayuventus I.
- Dystrykt północno-wschodni wraz z osiedlami: Barrio 2001, Centro (calle Pinto y alrededores Casa Cultura), San Ramón, Villayuventus II.
- Dystrykt południowo-zachodni wraz z osiedlami: Fuentebella, La Ermita, Leguario Norte, Leguario Sur, Parque Inlasa.
- Dystrykt południowo-wschodni wraz z osiedlami: Las Américas, Pryconsa (Zona Reyes y barrio de la Libertad).
- Dystrykt wschodni z osiedlem Parla Este.

## Sytuacja społeczno-gospodarcza
Niegdyś podstawowym sektorem gospodarczym było rolnictwo, lecz sytuacja wraz z czasem zmieniła się i obecnie duża część terenów rolnych została przeznaczona na zagospodarowanie, poprzez znaczą industrializację. Spośród populacji osób pracujących w sektorze wtórnym lub przemyśle stanowi ona 27,5% całkowitej ludności pracującej, skoncentrowana jest głównie w maszynach przemysłowych, żywności i innych gałęziach przemysłu wytwórczego.
Uruchomienie Parku Przemysłowego było impulsem znacznego rozwoju gospodarczego, lecz kosztem zniszczenia ważnego obszaru środowiska naturalnego, w którym skupione były liczne stawy, strumienie, gaje oliwne, różnorodne gatunki roślin, stepy zbóż itp...
W sektorze usług najbardziej rozwinięta jest branża hotelarska, restauracyjna oraz handel.
Dochód miasta per capita wynosi 11 000 €.

## Ochrona zdrowia
Miasto jest położone na obszarze 10 z Kartą Zdrowia regionu Madryt.
W mieście znajduje się szpital Infanta Cristina położony w południowej części miasta, jest on zarazem placówką pełniącą funkcje centrum medycznego całej gminy. Ponadto działają tu także 4 placówki podstawowej opieki zdrowotnej: Isabel II, San Blas, Pintores, Las Américas.

## Edukacja
W mieście istnieją 22 szkółki, w tym 9 publicznych i 13 prywatnych. 20 szkół z przedszkolami,  szkołami podstawowymi. Działa tu 7 instytutów szkolnictwa średniego wraz z 1 placówką prywatną szkolnictwa tego typu.

## Komunikacja

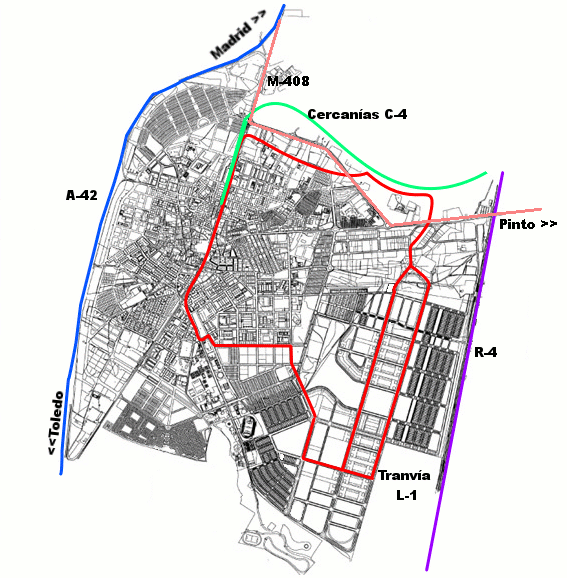
Mapa komunikacyjna w mieście

Przez miasto przechodzą dwie główne drogi, znajduje się tu także stacja kolejowa. Miasto leży w strefie B2 Konsorcjum Regionalnego Transportu Madryt.

### Drogi
- Autostrada A-42 (Autovía de Toledo, A-42) łącząca Madryt z Toledo.
- Autostrada R-4
- M-408 Droga łącząca miasta Parla i Pinto
- M-410

### Transport kolejowy
- podmiejska linia kolejowa strefy metropolitarnej Madrytu łącząca stacje Parla (przez Getafe, Madryt Atocha) oraz Colmenar Viejo.

### Tramwaje

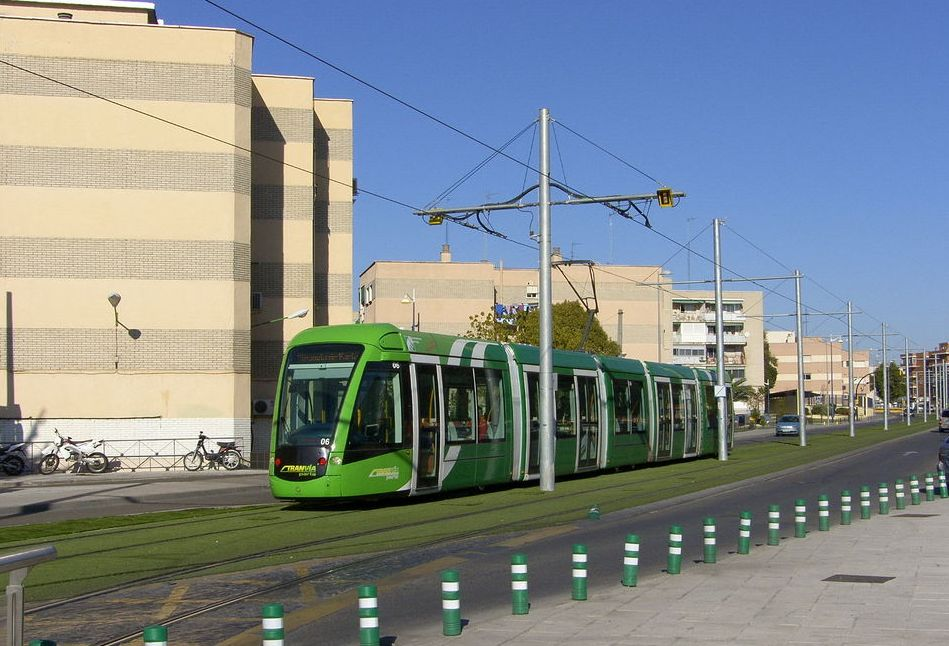
Tramwaj na linii 1 w mieście Parla

W mieście istnieje nowo wybudowana, oddana do użytku w 2007 r. okrężna linia tramwajowa.

### Autobusy
- Linie miejskie (Líneas urbanas)

1 Circular
2 Circular
3 Avda.de America-Laguna Park
S.E. FF.CC. Parla – Parla Este
- Linie międzymiastowe (Líneas interurbanas)

402 Madrid(Est. Sur) – T.Calzada-Toledo
418 Madrid(Est. Sur) – T.Calzada-Añover/Mora
460 Madrid(Plaza Elíptica) – Parla – Batres
461 Madrid(Plaza Elíptica) – Parla
462 Getafe-Parla
463 Madrid(Plaza Elíptica) – Parla – Torrejon de Velasco
464 Madrid(Plaza Elíptica) – Parla – Yunclillos
465 Parla (Ffcc) – Illescas
466 Parla – Valdemoro
469 Madrid (Plaza Elíptica)-Parla (Por Parla Este)
471 Humanes-Fuenlabrada-Parla-Pinto
N806 Madrid(Atocha)-Parla